# 汤姆卡毒气实验场

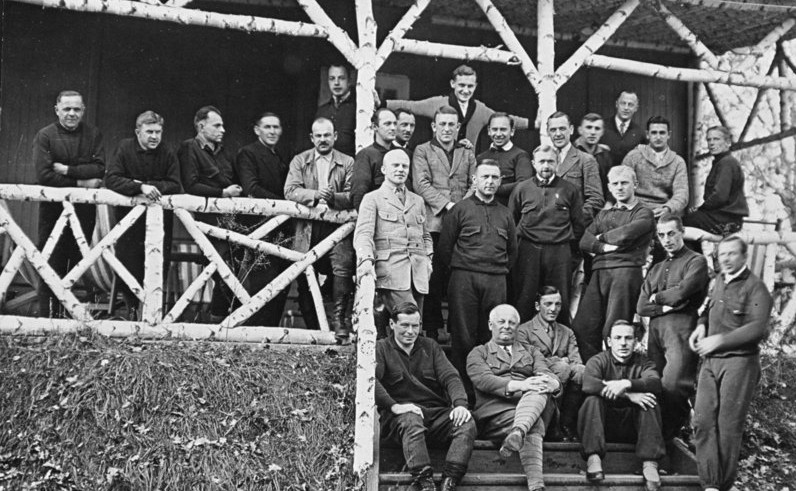
1928年汤姆卡毒气实验场的德方人员

汤姆卡毒气实验场（德語：Gas-Testgelände Tomka）是两次世界大战期间，1928年，德国为规避凡尔赛和约的限制，在苏联境内的希哈内建立的毒气实验场，由德国和苏联双方成立虚假公司自1926年至1933年联合运营。试验内容主要包括芥子气和双光气。